# Ugo Macchieraldo
Ugo Macchieraldo, conosciuto anche come Ugo Machieraldo e con il nome di battaglia Mak, (Cavaglià, 18 luglio 1909 – Ivrea, 2 febbraio 1945), è stato un ufficiale e partigiano italiano.
Maggiore pluridecorato della Regia Aeronautica, ha partecipato alla guerra civile spagnola e alla seconda guerra mondiale. All'atto dell'armistizio dell'8 settembre 1943 entrò nei movimento di resistenza partecipando a numerose azioni belliche, e fu decorato della Medaglia d'oro al valor militare alla memoria.

## Biografia
Nato a Cavaglià il 18 luglio 1909, seguì il corso per allievi ufficiali di complemento alla Scuola di Spoleto e nel 1930 ottenne i gradi di sottotenente. Inquadrato nel 1º Reggimento del genio ultimò il servizio di prima nomina per entrare nell'Accademia Aeronautica di Caserta. Il 1º ottobre 1933 ottenne il grado di sottotenente in servizio permanente effettivo nel ruolo navigante e nel 1935 quello di tenente.
Nel 1936 prese parte alla Guerra civile spagnola dove ebbe il comando di una squadriglia da bombardamento. Ottenuto il grado di capitano passò dal 9º Stormo Bombardamento terrestre,  poi al 13º ed infine, nell'aprile del 1940, al 43°, con cui prese parte al secondo conflitto mondiale.
Il suo reparto, equipaggiato con i bombardieri Fiat B.R.20 Cicogna ed inquadrato nel Corpo Aereo Italiano, partecipò alla battaglia d'Inghilterra, e poi combatté in nord Africa e sul Mediterraneo. Nell'agosto del 1942 fu promosso al grado di maggiore ed assunse il comandò dell'88º Gruppo Bombardamento Terrestre.
Per il suo eccezionale coraggio fu decorato con 4 Medaglie d'argento (di cui una "sul campo") e 1 di bronzo al valor militare e una Promozione per Merito di Guerra.
Dopo la firma dell'armistizio dell'8 settembre 1943 entrò a far parte della resistenza come semplice partigiano, nel movimento di liberazione clandestino di Milano, poi in Valle d'Aosta dove aggregato alla 76ª Brigata Garibaldi venne nominato Capo di stato maggiore.
Fu catturato da soldati mongoli delle forze armate tedesche nella notte tra il 29 e il 30 gennaio 1945 a Lace di Donato insieme ad altri undici partigiani tra cui Walter Fillak. Incarcerato a Cuorgnè venne fucilato presso il cimitero di Ivrea il 1º febbraio 1945 con i compagni Riccio Orla e Piero Ottinetti.
Lasciò in una lettera alla moglie il suo testamento spirituale:
(Ugo Macchieraldo, dall'ultima lettera alla moglie Mary)
Gli fu conferita la Medaglia d'oro al valor militare alla memoria.

### Riconoscimenti e dediche
I comuni di Biella e Ivrea gli hanno dedicato una via, il comune di Cavaglià una piazza. Alla sua memoria è anche dedicato il campo sportivo di Cavaglià.